# Gearing Ratio Limit
Beim Gearing-Ratio-Limit (GRL; deutsch: Übersetzungsverhältnisbegrenzung) handelt es sich um eine Auflage, bei der die Bank eine Untergrenze für das Eigenkapital (EK) vorgeschrieben bekommt.

## Hintergründe
Diese Vorschrift kann zum Beispiel vorschreiben, dass das EK nicht unter 8 % des Gesamtkapitals (GK) einer Bank fallen darf. Solche Richtlinien werden aufgestellt, damit das EK nicht zu tief ausgestattet wird. Eine Bank neigt dazu das Fremdkapital (FK) zu hoch zu gestalten. Der Grund liegt in der Abzugsfähigkeit der Schuldzinsen (Tax Shield). Durch die Erhöhung des Schuldenniveaus steigt aber auch das Konkursrisiko (vereinfachte Darstellung).

## Kritik
Beim Gearing-Ratio-Limit wird kritisiert, dass es die eingegangenen Risiken auf der Aktivseite einer Bank zu wenig bzw. gar nicht berücksichtigt. Unabhängig ob eine Bank hochriskante Anlagen auf der Aktivseite besitzt oder sichere Staatspapiere, beim Gearing-Ratio-Limit spielt dieser Einfluss eine zu geringe Rolle. Eine Alternative zum Gearing-Ratio-Limit ist das so genannte Risk-Weighted Capital Requirements (RWCR). Übersetzt bedeutet dieser Ausdruck: risikogewichtete Eigenmittelvorschriften. Hier werden die Eigenmittel einer Bank im Verhältnis zum eingegangenen Risiko auf der Aktivseite bestimmt. Kurz gesagt, je mehr Risiko eine Bank eingeht, desto höher muss das Eigenkapital ausgestattet sein.